# 加姆斯克格爾山
47°21′57″N 14°32′54″E / 47.36583°N 14.54833°E

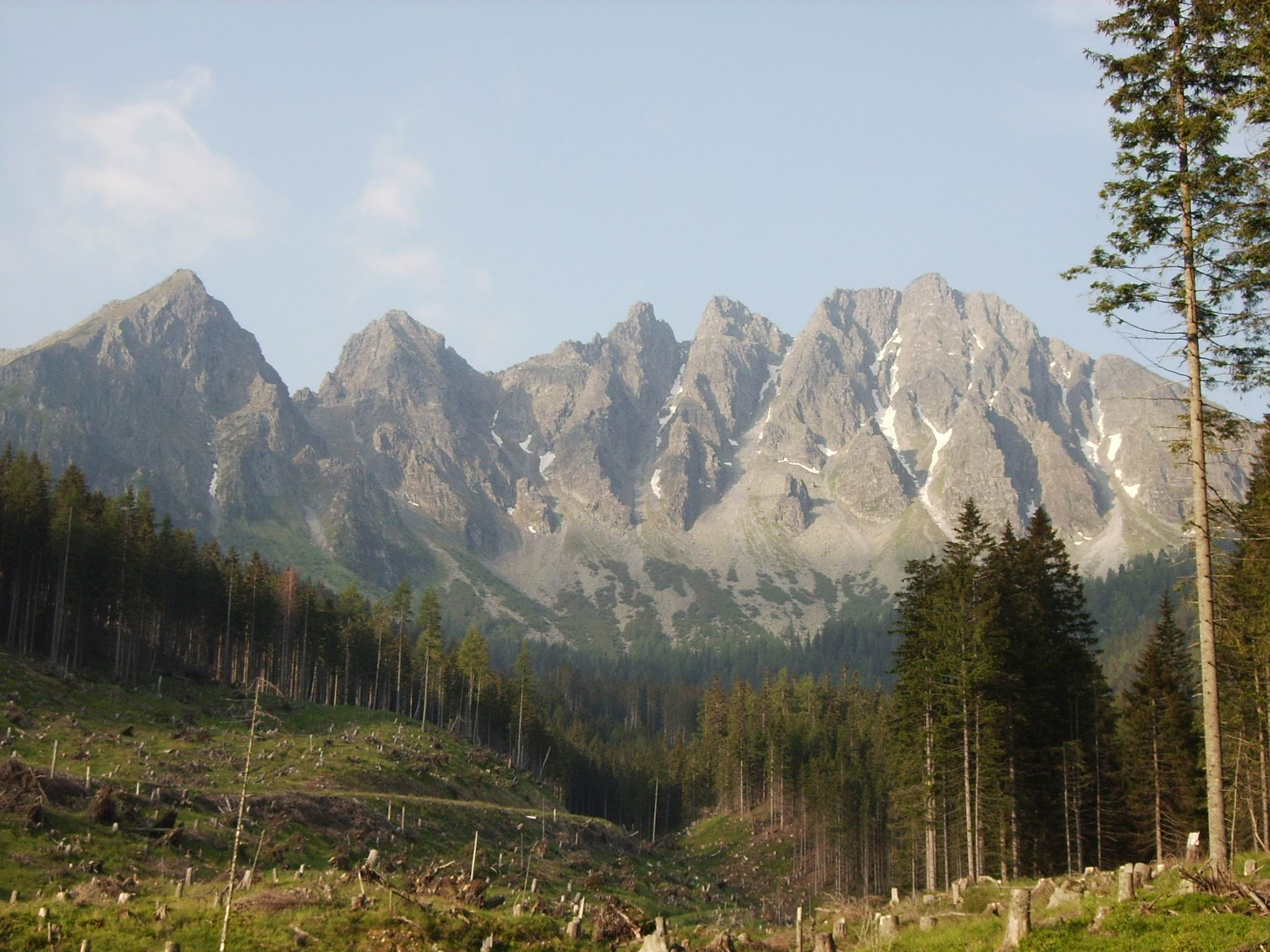

加姆斯克格爾山（德語：Gamskögel），是奧地利的山峰，位於該國東南部，由施泰爾馬克州負責管轄，屬於塞考爾陶恩山脈的一部分，處於霍恩陶恩以東，海拔高度2,386米。